# Oriovčić
Oriovčić su naseljeno mjesto u Republici Hrvatskoj u sastavu općine Podcrkavlje u Brodsko-posavskoj županiji.

## Zemljopis
Oriovčić se nalaze na Dilju, sjeverno od Podcrkavlja i od državne ceste Našice - Slavonski Brod, susjedna naselja su Matković Mala i Dubovik na zapadu, Crni Potok i Kindrovo na istoku te Grabarje na jugu.

## Stanovništvo
Prema popisu stanovništva iz 2011. godine Oriovčić je imalo 108 stanovnika. 
| broj stanovnika | 81    | 98    | 85    | 104   | 135   | 181   | 193   | 201   | 235   | 224   | 215   | 186   | 163   | 149   | 130   | 108   | 99    |
|                 | 1857. | 1869. | 1880. | 1890. | 1900. | 1910. | 1921. | 1931. | 1948. | 1953. | 1961. | 1971. | 1981. | 1991. | 2001. | 2011. | 2021. |